# Pierrelatte
Pierrelatte – miejscowość i gmina we Francji, w regionie Owernia-Rodan-Alpy, w departamencie Drôme.
Według danych na rok 1990 gminę zamieszkiwało 11 770 osób, a gęstość zaludnienia wynosiła 237 osób/km² (wśród 2880 gmin regionu Rodan-Alpy Pierrelatte plasuje się na 57. miejscu pod względem liczby ludności, natomiast pod względem powierzchni na miejscu 64.).